# Ерол Сабанов
Ерол Сабанов е немски футболист от български произход, вратар, състезател на Хайденхайм.